# Leptothorax gaetulus
Leptothorax gaetulus är en myrart som beskrevs av Santschi 1923. Leptothorax gaetulus ingår i släktet smalmyror, och familjen myror. Inga underarter finns listade i Catalogue of Life.